# Glenn Robinson
Glenn Alann Robinson (Gary, 10 gennaio 1973) è un ex cestista statunitense.
Nella NBA ha vestito le maglie dei Milwaukee Bucks, degli Atlanta Hawks, dei Philadelphia 76ers e dei San Antonio Spurs. Il suo soprannome è Big Dog.

## Carriera

### High school
Robinson si iscrisse alla Roosevelt High School di Gary ed essendo molto più alto e muscoloso dei suoi coetanei, l'allenatore lo fece giocare da centro. Ben presto però Glenn capì di non avere un futuro come centro e cominciò a esercitarsi su palleggio, tiro da fuori e palleggio, ispirandosi a Scottie Pippen.

### College
Terminata la high school, ricevette delle offerte da diversi college, accettando quella di Purdue. Se in campo dominava, altrettanto non si poteva dire sui libri: per problemi scolastici fu costretto a saltare la prima stagione al college. La stagione successiva, 1992-93, registrò 24,1 punti 9,2 rimbalzi di media che gli valsero l'inserimento nel quintetto All America. La stagione 1993-94 venne giocata a livelli stratosferici: 30,3 punti, 10,9 rimbalzi in 31 gare disputate. Nel 1994 venne nominato giocatore dell'anno e inserito del Quintetto All America.

### NBA
Nello stesso anno (1994) si dichiarò eleggibile per il draft NBA, dove venne scelto dai Milwaukee Bucks con la prima scelta assoluta. Nel primo anno da professionista, 1994-95, accumulò statistiche importanti (21,9 punti e 6,4 rimbalzi) ma che non furono sufficienti a garantirgli in titolo di Rookie of the Year. Il trofeo finì nelle mani di Jason Kidd e Grant Hill. Il campionato successivo ottenne numeri simili (21,1 punti e 6,3 rimbalzi). Nella stagione 1997-98 un grave infortunio alla gamba sinistra lo costrinse a giocare solo 56 partite. Mentre giocava per i Bucks, fece registrare alcune delle migliori stagioni nella storia della franchigia. All'inizio della sua carriera, condivise la zona di attacco con il compagno di squadra e all-star Vin Baker. Dopo la partenza di Baker, insieme a Ray Allen e Sam Cassell, contribuì a portare i Bucks alle finali della Eastern Conference del 2001, perdendo contro i Philadelphia 76ers.
Robinson è il secondo lungo di tutti i tempi come realizzatore nella storia dei Milwaukee Bucks, dietro solo a Kareem Abdul-Jabbar, e ha tenuto una media di almeno 20 punti a partita in sette delle sue otto stagioni a Milwaukee. È stato inserito nell'NBA All-Star team nel 2000 e 2001.
Nell'agosto del 2002 venne ceduto ad Atlanta in cambio di Toni Kukoč. Restò in Georgia per un anno. Nel 2004 venne acquistato da Philadelphia 76ers. A Filadelfia giocò 42 partite su 82, a causa dei continui infortuni, e venne ceduto ai New Orleans Hornets, che però lo tagliarono subito. Il 5 aprile 2005 ricevette un'offerta dai San Antonio Spurs, coi quali disputò le ultime partite della stagione 2004-05, vincendo il titolo NBA. Il 30 giugno 2005 il contratto di Robinson scadde e San Antonio non si dimostrò mai realmente interessata a rinnovarglielo.

### Nazionale
Nell'estate 1996 fu selezionato per partecipare alle Olimpiadi di Atlanta '96 con la nazionale USA, ma dovette rinunciare per infortunio. Fu sostituito da Gary Payton.

## Statistiche
| † | Denota le stagioni in cui ha vinto il titolo |

### NCAA
| Anno      | Squadra             | PG | PT | MP   | TC%  | 3P%  | TL%  | RP   | AP  | PRP | SP  | PP   |
| --------- | ------------------- | -- | -- | ---- | ---- | ---- | ---- | ---- | --- | --- | --- | ---- |
| 1992-1993 | Purdue Boilermakers | 28 | -  | 36,1 | 47,4 | 40,0 | 74,1 | 9,2  | 1,8 | 2,0 | 1,2 | 24,1 |
| 1993-1994 | Purdue Boilermakers | 34 | -  | 34,3 | 48,3 | 38,0 | 79,6 | 10,0 | 1,9 | 1,6 | 0,9 | 30,0 |
| Carriera  | Carriera            | 62 | -  | 35,1 | 47,9 | 38,5 | 77,3 | 9,7  | 1,9 | 1,8 | 1,0 | 27,5 |

### NBA

#### Regular season
| Anno       | Squadra            | PG  | PT  | MP   | TC%  | 3P%  | TL%  | RP  | AP  | PRP | SP  | PP   |
| ---------- | ------------------ | --- | --- | ---- | ---- | ---- | ---- | --- | --- | --- | --- | ---- |
| 1994-1995  | Milwaukee Bucks    | 80  | 76  | 37,0 | 45,1 | 32,1 | 79,6 | 6,4 | 2,5 | 1,4 | 0,3 | 21,9 |
| 1995-1996  | Milwaukee Bucks    | 82  | 82  | 39,6 | 45,4 | 34,2 | 81,2 | 6,1 | 3,6 | 1,2 | 0,5 | 20,2 |
| 1996-1997  | Milwaukee Bucks    | 80  | 79  | 38,9 | 46,5 | 35,0 | 79,1 | 6,3 | 3,1 | 1,3 | 0,9 | 21,1 |
| 1997-1998  | Milwaukee Bucks    | 56  | 56  | 41,0 | 47,0 | 38,5 | 80,8 | 5,5 | 2,8 | 1,2 | 0,6 | 23,4 |
| 1998-1999  | Milwaukee Bucks    | 47  | 47  | 33,6 | 45,9 | 39,2 | 87,0 | 5,9 | 2,1 | 1,0 | 0,9 | 18,4 |
| 1999-2000  | Milwaukee Bucks    | 81  | 81  | 35,9 | 47,2 | 36,3 | 80,2 | 6,0 | 2,4 | 1,0 | 0,5 | 20,9 |
| 2000-2001  | Milwaukee Bucks    | 76  | 74  | 37,0 | 46,8 | 29,9 | 82,0 | 6,9 | 3,3 | 1,1 | 0,8 | 22,0 |
| 2001-2002  | Milwaukee Bucks    | 66  | 63  | 35,5 | 46,7 | 32,6 | 83,7 | 6,2 | 2,5 | 1,5 | 0,6 | 20,7 |
| 2002-2003  | Atlanta Hawks      | 69  | 68  | 37,6 | 43,2 | 34,2 | 87,6 | 6,6 | 3,0 | 1,3 | 0,4 | 20,8 |
| 2003-2004  | Philadelphia 76ers | 42  | 42  | 31,8 | 44,8 | 34,0 | 83,2 | 4,5 | 1,4 | 1,0 | 0,2 | 16,6 |
| 2004-2005† | San Antonio Spurs  | 9   | 0   | 17,4 | 44,2 | 33,3 | 87,0 | 2,7 | 0,9 | 0,4 | 0,3 | 10,0 |
| Carriera   | Carriera           | 688 | 668 | 36,8 | 45,9 | 34,0 | 82,0 | 6,1 | 2,7 | 1,2 | 0,6 | 20,7 |
| All-Star   | All-Star           | 2   | 0   | 17,5 | 52,9 | -    | -    | 5,0 | 0,5 | 0,5 | 0,5 | 9,0  |

#### Play-off
| Anno     | Squadra           | PG | PT | MP   | TC%  | 3P%  | TL%  | RP  | AP  | PRP | SP  | PP   |
| -------- | ----------------- | -- | -- | ---- | ---- | ---- | ---- | --- | --- | --- | --- | ---- |
| 1999     | Milwaukee Bucks   | 3  | 3  | 39,3 | 41,2 | 50,0 | 88,9 | 8,3 | 1,7 | 1,0 | 0,7 | 20,7 |
| 2000     | Milwaukee Bucks   | 5  | 5  | 34,8 | 40,5 | 28,6 | 84,6 | 4,2 | 2,6 | 1,6 | 0,8 | 15,4 |
| 2001     | Milwaukee Bucks   | 18 | 18 | 38,2 | 42,9 | 38,7 | 89,3 | 6,4 | 3,3 | 0,6 | 1,3 | 19,4 |
| 2005†    | San Antonio Spurs | 13 | 0  | 8,7  | 35,6 | 30,0 | 88,2 | 1,6 | 0,1 | 0,2 | 0,5 | 3,8  |
| Carriera | Carriera          | 39 | 26 | 28,0 | 41,6 | 37,9 | 88,5 | 4,7 | 2,0 | 0,6 | 0,9 | 13,8 |

#### Massimi in carriera
- Massimo di punti: 45 vs Golden State Warriors (25 febbraio 2001)[1]
- Massimo di rimbalzi: 17 (2 volte)
- Massimo di assist: 11 vs Charlotte Hornets (5 maggio 2001)
- Massimo di palle rubate: 5 (8 volte)
- Massimo di stoppate: 4 (3 volte)
- Massimo di minuti giocati: 52 vs Dallas Mavericks (30 dicembre 1997)

## Palmarès
- McDonald's All-American Game (1991)
- NCAA AP Player of the Year (1994)
- NCAA John R. Wooden Award (1994)
- NCAA Naismith Men's College Player of the Year Award (1994)
- NCAA AP All-America First Team (1994)
- NCAA AP All-America Second Team (1993)
- NBA All-Rookie First Team (1995)
- 2 volte NBA All-Star (2000, 2001)
- Campionato NBA: 1

San Antonio Spurs: 2005